# Valle-d'Alesani
Valle-d'Alesani é uma comuna francesa na região administrativa de Córsega, no departamento da Alta Córsega. Estende-se por uma área de 9,59 km². 